# Marco Geganio Macerino
Marco Geganio Macerino (en latín Marcus Geganius Macerinus), fue tres veces cónsul de la República Romana.

## Carrera
Su primer consulado en 447 a. C. fue con Cayo Julio Julo ; por segunda vez en 443 a. C., con Tito Quincio Capitolino Barbato, año en el que derrotó a los volscos, y obtuvo un triunfo a cuenta de esta victoria., y una tercera vez en 437 a. C., con Lucio Sergio Fidenas.
La censura, que fue instituida en su segundo consulado, la ejerció en el año 435 a. C., con Cayo Furio Pácilo Fuso. Estos censores celebraron por primera vez el censo de la población en una villa pública ubicada en el campo Martio. En ella se borró a Mamerco Emilio Mamercino de los registros de su tribu y se le redujo a la condición de aerarius, debido a que había propuesto y ejecutado un proyecto de ley que limitaba el tiempo durante el que se ejercía la censura de cinco años a un año y medio.